# Ätherleib
Der Ätherleib, Ätherkörper oder Lebensleib ist in den esoterischen Lehren der modernen Theosophie und der Anthroposophie eines von sieben Gliedern, Prinzipien oder Teilen des menschlichen Wesens.
Die in den 1870er Jahren von Helena Petrovna Blavatsky begründete moderne oder anglo-indische Theosophie schreibt dem Menschen neben dem sichtbaren physischen Körper sechs weitere unsichtbare Prinzipien oder Teile zu, welche den physischen Körper durchdringen. In frühen Schriften der modernen Theosophie war die Bezeichnung „ätherischer Körper“ zunächst als Synonym für den Sanskrit-Ausdruck „Linga Sharira“ oder für „Astralkörper“ gebräuchlich. Als eigenständiges Prinzip führte die britische Theosophin Annie Besant den ätherischen Körper in ihrer 1896 erschienenen Schrift Man and His Bodies ein, indem sie ihn als einen Teil des physischen Körpers darstellte, welcher demnach aus einem „dichten“ und einem ätherischen Anteil bestehe. Daran knüpfte der österreichische Theosoph und spätere Begründer der Anthroposophie, Rudolf Steiner, an, indem er einen physischen Leib, einen Ätherleib (auch „Lebensleib“ oder seltener „Bildekräfteleib“) und einen Astralleib unterschied.
Annie Besant berief sich bei ihrer Darstellung in Man and His Bodies auf eigene Forschungen in einem außerkörperlichen Bewusstseinszustand. Als den eigentlichen Menschen betrachtete sie „das lebende, bewusste, denkende Selbst, die Individualität“. Dieser sei von mehreren Körpern, Hüllen oder Vehikeln umgeben, deren niederster der physische Körper sei. Der physische Körper besteht aus physischer Materie, welche laut Besant in sieben ineinander überführbaren Zuständen vorliegt: den drei Aggregatzuständen fest, flüssig und gasförmig sowie vier „ätherischen“ Zuständen. Feste, flüssige und gasförmige Materie bildet den „dichten“ Körper, während der „ätherische“ Körper aus den vier Ätherarten besteht. Hier nimmt Besant auf den in der damaligen Physik hypothetisch angenommenen Äther Bezug, beansprucht jedoch, dass der Ätherkörper des Menschen keine Hypothese sei, sondern nach entsprechender Schulung unmittelbar beobachtet werden könne und violettgrau gefärbt sei. Weil der Ätherkörper den dichten Körper vollständig durchdringe und ein genaues Duplikat desselben sei, bezeichnet sie ihn auch als „Äther-Doppelkörper“. Wenn der Mensch einschläft, verlässt er (das „Ego“) mit seinen höheren Körpern den physischen Körper. Wenn er stirbt, trennt sich auch der ätherische Körper vom dichten Körper, weshalb die durch ihn vermittelte „Lebenskraft“ (sanskr. Prana) nicht mehr auf letzteren einwirken kann. Der Ätherkörper bleibt noch einige Zeit mit dem Ego verbunden, wird dann aber, wenn dieses sich auf die „astrale Ebene“ begibt, zurückgelassen und vergeht zusammen mit dem dichten Körper. Das Ego ist nach dieser Lehre unsterblich und kehrt in neuen Körpern wieder (Reinkarnation).
Rudolf Steiner schloss in seinem Buch Theosophie (1904) und in zeitgleich gehaltenen Vorträgen eng an Besant an, was sich besonders an dem Gebrauch der später von ihm nicht mehr verwendeten Bezeichnung „(Äther-)Doppelkörper“ zeigt. Im Unterschied zu Besant ist bei ihm der Ätherkörper (später zumeist Ätherleib) allerdings nicht Teil des physischen Körpers, welcher in Steiners Darstellung dem dichten Körper (sanskrit: Sthula Sharira) bei Besant entspricht. Auch Steiner berief sich auf eine „Beobachtung des Übersinnlichen“ und legte Wert darauf, nur „in diesem Sinne Selbsterlebtes“ darzustellen. Der Ätherleib oder Lebensleib sei eine „lebenerfüllte Geistgestalt“, die mittels des „erweckten geistigen Auges“ in jedem Organismus wahrgenommen werden könne. Er habe aber trotz der gleichlautenden (von Besant übernommenen) Bezeichnung nichts mit dem hypothetischen Äther der damaligen Physik zu tun und sei auch nicht mit der Lebenskraft zu verwechseln, die in der alten Lehre des Vitalismus angenommen wurde.